# Adeno-
Adeno (af græsk ἀδήν, adēn, "agern") – aden foran en vokal – er præfiks, med betydningen "kirtel-", til en række medicinske betegnelser, f.eks.
- Adenitis – betændelse i kirtler eller lymfeknuder
- Adenoviridae – vira med forkærlighed for lymfevæv
- Adenom – benign (godartet) svulst eller udvækst af kirtelvæv
- Adenocarcinom – malign (ondartet) svulst af kirtelvæv